# Приймак Віктор Володимирович
Приймак Віктор Володимирович (25 червня 1958 р., с. Золоте Поле Старокримського району Кримської області) — український археолог, польовик-практик, музейник, пам'яткоохоронець та організатор науково-рятівних робіт.

## Біографія
Народився 25 червня 1958 р. в селі Золоте Поле Старокримського району Кримської області України в родині службовців, за фахом — агрономів-виноградарів.
З 1975 по 1979 роки здобував вищу освіту у Полтавському державному педагогічному інституті Імені В. Г. Короленка. Під час навчання почав відвідувати археологічний гурток, керівником якого була С. П. Юренко. У 1984 році був учасником експедиції Інституту археології АН України, завданням якої було дослідження місцевості біля селищ Битиця та Сад Сумської області. У період 1984-1989 років працював у Сумському краєзнавчому музеї, де спочатку був на посаді наукового співробітника, а потім — завідуючого сектором археології. З 1989 по 1994 роки обіймав посаду старшого наукового співробітника археологічних установ Українського фонду культури і Українського товариства охорони пам'яток історії та культури, управління культури Сумського облвиконкому.
У період з 2000 по 2004 роки читав лекції з музеєзнавства, археології та пам'яткознавства у Сумському педагогічному університеті. Під час роботи в вищому навчальному закладі викладав археологічну практику для майбутніх учителів, на якій разом із студентами досліджував комплекси давньоруських пам'яток поблизу селищ Зелений Гай Сумського та Зарічне Тростянецького районів.
З 2004 по 2005 роки читав лекції у Глухівському педагогічному університеті. У 2005 по 2010 роки очолював Історико-культурний заповідник «Більськ» в Полтаві.

## Професійна діяльність
Вивчав археологічні пам'ятки козацької доби на території Сумської області, ввів до наукового обігу відомості про сотні курганів і курганних некрополів, городищ, поселень, стоянок, численні майдани на Полтавщині та Слобожанщині. Досліджував, на той час маловідомі, поселення післямонгольського періоду, старожитності скіфського і сарматського періоду, черняхівської культури, степових кочівників середньовічної та пізньосередньовічної епох. Був учасником більше сотні експедицій на лісостепових просторах України та Росії.
Досліджував узбережжя Удаю, Многи та Артополоту у пошуках пам'яток першої — другої чвертей І тис. н. е. досліджував місто Путивль з округою. Організовував розкопки на пам'ятках доби ранніх слов'ян біля селищ Битиця і Токарі Сумського району, села Солдатське Великописарівського району Сумської області. Був керівником розкопок у Сумській області, завданням яких було дослідження Зеленогайського і Шпилівського археологічних комплексів часу Київської Русі.
У 1997-1998 роках брав участь у науково-рятівному проєкті, завданням якого було вивчення ділянок пізнороменської та давньоруської забудов в місцевості Лтави, на схилах Мазурівського яру на Полтавщині.
1999 року проводив археологічні спостереження за реконструкцією вулиці Соборної в місті Суми в складі групи технічного контролю при управлінні культури Сумської обласної державної адміністрації. У 2004-2005 роках став учасником групи з підготовки видання «Звід пам'яток історії та культури України. Сумська область». Є одним із початківців картографування археологічних пам'яток більського городища та його округів. 2008 року був учасником розкопок Більського городища, було розкопано зерносховища. Започаткував видавничу діяльність у заповіднику «Більськ». Перше видання було опубліковано у 2010 році. 2012 року учасник конференції
2016 року брав участь в експедиції в Глинському археологічному комплексі, що є пам'яткою національного значення IX—XIV століття.

## Наукові роботи
Віктор Володимирович — автор понад 150 наукових праць, надрукованих у фахових журналах «Археологія», «Археологічний літопис Лівобережної України», «Історична пам'ять», міжнародному науковому журналі «Stratum». Його монографії та брошури з публікаціями здобутих науковими дослідженнями археологічних матеріалів присвячені пам'яткам археології від доби ранніх слов'ян і Київської Русі до козацького часу включно.